# Altfalter (Schwarzach bei Nabburg)
Altfalter ist ein Ortsteil der Gemeinde Schwarzach bei Nabburg im Oberpfälzer Landkreis Schwandorf in Bayern.

## Geographische Lage
Altfalter befindet sich in der Region Oberpfalz-Nord am Fluss Schwarzach, der bei Schwarzenfeld in die Naab mündet. Der Ort liegt an den steil eingeböschten Höhen des Weinberges (475 m), des Eichelberges (504 m) und des Pfarrerberges (480 m) an der Staatsstraße 2159, die von Traunricht bei Schwarzenfeld nach Willhof führt.

## Geschichte

### Name
Altfalter, „Affoltert, Alfaltern, Alfeldern, Allfaldern, Allfaltern“ kann auf eine lange und wechselvolle Geschichte zurückblicken. Altfalter wurde erstmals im Jahre 1133 als „Affoltert“ erwähnt. Dies ist eine Ableitung aus dem Althochdeutschen, bedeutet so viel wie „Apfelbaum“ und weist auf bestehende Obstkulturen hin. Es könnte sich aber auch um eine Wegmarkierung oder um einen Grenzbaum handeln, aus dem der Name hervorging.

### Geschlecht der Altfalterer
1133 wurde „otto de affoltert“ als Zeuge in einer Urkunde des Klosters Ensdorf erwähnt. Eine Urkunde des Klosters Reichenbach nannte um 1150 einen „Otto de affolterin“ und 1173 wurde „Willehalmi de affoltir“ bei Übergabe des „Vokkinghofs“ an das Kloster Reichenbach als Zeuge genannt. Der Traditionskodex des Klosters Reichenbach führte 1205 „Meingozus de affalter“. Das Geschlecht der Altfalterer tauchte in späterer Zeit nicht mehr auf.

### Hofmark Altfalter
„Jahrhundertelang übten adelige Grundherrn über ganze Dörfer die Grundherrschaft aus. Die Zusammenlegung von Grundherrschaft und Gerichtsherrschaft in die Hand einer privilegierten Schicht, bildete die Grundlage der Hofmarken“, wie dies in Altfalter der Fall war. In Altbayern existierten etwa 1400 solcher Hofmarken, wobei diese Gebiete „entweder Eigentum (= Allod) oder Lehensbesitz ihrer Inhaber“ waren. Ein Teil der oberpfälzischen Hofmarken befand sich in den Händen fränkischer Adeliger. In Altfalter gab es zwei Landsassengüter, ein lehenbares und ein allodiales Gut. Letzteres war 1593 aufgrund einer Erbteilung der Muracher entstanden.

#### Die lehenbare Hofmark Altfalter
Folgende lehenbare Hofmarksherrn, deren Besitz sich auf das Dorf Altfalter bezog, lassen sich in den Akten finden: In einer kurpfälzischen Lehensurkunde vom 24. September 1477 erhielt Albrecht von Murach zu Guteneck das Lehen Altfalter und den Zehent des dortigen Bergwerks. Ihm folgte am 16. November 1502 Christoph Zenger von Schwarzenberg als Vormund für die beiden unmündigen Söhne Jorg Albrecht und Hans. 1518 war Hans von Murach zu Niedermurach Besitzer der Hofmark Altfalter; der Eintrag wurde berichtigt in Hanns von Murach zu Niedermurach und Altfalter. Im Jahre 1561 wurden als Lehenbesitzer Albrecht und Thoman Philipp von Murach genannt. Der Besitzerwechsel dürfte aber schon um 1550 erfolgt sein, da beide Brüder zu dieser Zeit als Inhaber von „Alfeldern“ auf dem Landtag in Amberg erwähnt sind. Albrecht von Murach übernahm 1586 die Hofmark. 1606 folgte Otto von Murach. Im Zuge der Zwangsrekatholisierung, bei der viele Adelige aus der Oberpfalz gezwungen werden sollten, zur katholischen Kirche zu wechseln, emigrierte Otto von Murach nach Kulmbach. Es sollte ein Verkauf der Hofmark Altfalter erfolgen, was aber nicht zustande kam. Otto von Murachs Erbe ging schließlich an seinen Sohn Hans Gottfried von Murach, der 1630 katholisch geworden war. Ihm folgte sein Sohn Wolf Albrecht und 1683 Christoph Gottfried von Murac. 1709 war Ludwig Adam von Murach Hofmarksherr, dem ab dem Jahre 1727 die Brüder Josef Matthias, Felix Mathias Anton, Franz Christoph Anton und Carl Albrecht von Murach folgten. Im Jahre 1787 erschien ein Franz Carl von Murach als Hofmarksherr. Im Jahre 1820 ging die Gerichtsbarkeit an den Staat über, in den folgenden Jahrzehnten erfolgte die Auflösung der Hofmarken.

#### Die allodiale Hofmark Altfalter
Die allodiale Hofmark (Eigentum) Altfalter entstand 1593 aufgrund einer Erbteilung der Muracher, die bereits seit dem Jahre 1477 in der lehenbaren Hofmark Altfalter (siehe vorherigen Abschnitt) Landsassen waren. Zur allodialen Hofmark gehörten Untertanen in Furthmühle und Weiding. Der Erbengemeinschaft der Muracher folgte 1599 Albrecht Gerhard von Löschwitz als Besitzer. Im Jahre 1637 kam es zum Verkauf des Landsassengutes Altfalter an Hans Christoph Volkhammer. Hans Christoph Pfreimder folgte. Von dessen Erben ging der Besitz 1696 an Johann Friedrich von Satzenhofen über. Nach dessen Tod übernahm seine Witwe Johanna Sybilla die Hofmark. In der Folgezeit bis 1742 waren Thomas Janson von der Stock und seine Erben als Landsassen der allodialen Hofmark Altfalter eingetragen. 1742 erwarb Johann Michael von Albrechtsburg die allodiale Hofmark Altfalter. Ihm folgte sein Sohn Johann Nepomuk Freiherr von Albrechtsburg im Jahre 1774 nach. 1805 ging das Landsassengut auf Theobald Freiherrn von Anethan über. Durch die Auflösung der Hofmarken in der Folgezeit kamen die Besitzungen in Privathände, die Gerichtsbarkeit ging auf den Staat über.

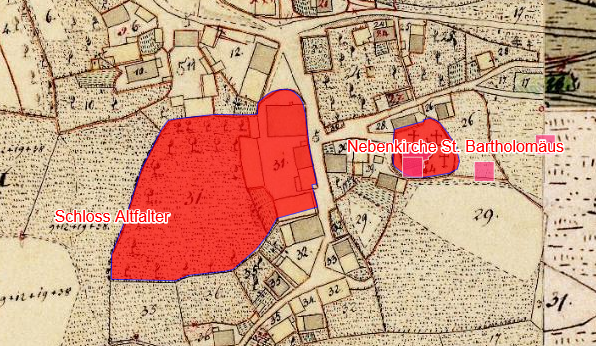
Lageplan von Schloss Altfalter auf dem Urkataster von Bayern

Der Herrschaftssitz war das abgegangene Schloss Altfalter. Die Anlage wird als Bodendenkmal unter der Aktennummer D-3-6639-0159 im Bayernatlas als „untertägige Befunde des abgebrochenen frühneuzeitlichen Schlosses in Altfalter“ geführt. 

## Bergbau um Altfalter

### Lage der Abbaufelder
„Verursacht durch die im südlichen Naabgebirge kreuzenden Störungssysteme des Pfahls bildete sich zu beiden Seiten der Naab ein Flussspatgebiet aus, das in seiner ca. 15 km langen Längserstreckung von Südost nach Nordwest und seiner ca. 7 km breiten Quererstreckung von Südwest nach Nordost die Orte Lissenthan, Stulln, Wölsendorf, Schwarzach, Altfalter“ und Weiding berührt.

### Abbau von Silber und Blei im Mittelalter
Bereits im 15. Jahrhundert baute man im Gebiet um Altfalter und Wölsendorf Silber ab. Galenit, auch als Bleiglanz bezeichnet, ist aufgrund seines Bleigehalts von bis zu 87 % das wichtigste Erz zur Gewinnung von Blei und wegen seines Silbergehalts von bis zu 1 % auch wichtigstes Silbererz. In einer kurpfälzischen Lehensurkunde vom 24. September 1477 wurden Albrecht von Murach zu Guteneck das Lehen Altfalter und der Zehent des dortigen Bergwerks verliehen: „… den Zenhenden, von Berkwerck der den gemelten main gnedigen Hern zustunde ob uff dem meinen eyncherley Bergwerck gegraben und funden wurd“. Mit dem Lehenrevers, einer rechtsverbindlichen Aussage, wurde festgelegt, dass der Zehent des Bergwerks dem jeweiligen Inhaber des Landsassengutes zustand.
Die Bedeutung des Silberbergbaus zeigt eine Urkunde vom 27. April 1534, in der die Pfalzgrafen Ludwig der V. und Friedrich II. eine Bergwerksordnung erließen. Gegen Ende des 15. Jahrhunderts rentierte sich der Abbau von Silber immer weniger, da die Vorkommen erschöpft waren. Man konzentrierte sich daher verstärkt auf den Abbau von Blei.

## Gemeindebildung

### Steuerdistrikt von 1811
Im Landgericht Nabburg bestanden 1811 insgesamt 58 Steuerdistrikte. Einer davon war Altfalter „mit dem Schloss des Theobald Freiherrn von Anethan, dem Weiler Richt, den Einöden Furthmühle und Auhof sowie den Waldungen Eichelberg und Schwarzacher Kirchholz. 51 Häuser, 271 Seelen“.

### Gemeindeverzeichnis von 1842
Ein Verzeichnis der Gemeinden im Landgericht Nabburg beschreibt Altfalter wie folgt: „Landgemeinde. 1842 unter landgerichtlicher Jurisdiktion: 31 Familien mit 164 Seelen; unter patrimonialgerichtlicher: 30 Familien mit 125 Seelen. Ausschließlich katholisch. Filialkirche Altfalter zur Pfarrei Schwarzach gehörend. In der katholischen Schule des Ortes wurden 54 Werktags- und 60 Sonntagsschüler unterrichtet“.

### Auflösung der Gemeinde
Die Gemeinde Altfalter wurde ab dem 1. Januar 1975 in die Gemeinde Schwarzach bei Nabburg eingegliedert.

## Kultur und Sehenswürdigkeiten

### Kirchen
- Katholische St. Josefskirche
- St. Bartholomäus (Altfalter)

## Persönlichkeiten
- Wolfgang Hesl, * 1986 in Nabburg, Jugendtorwart beim SC Altfalter

## Bildergalerie

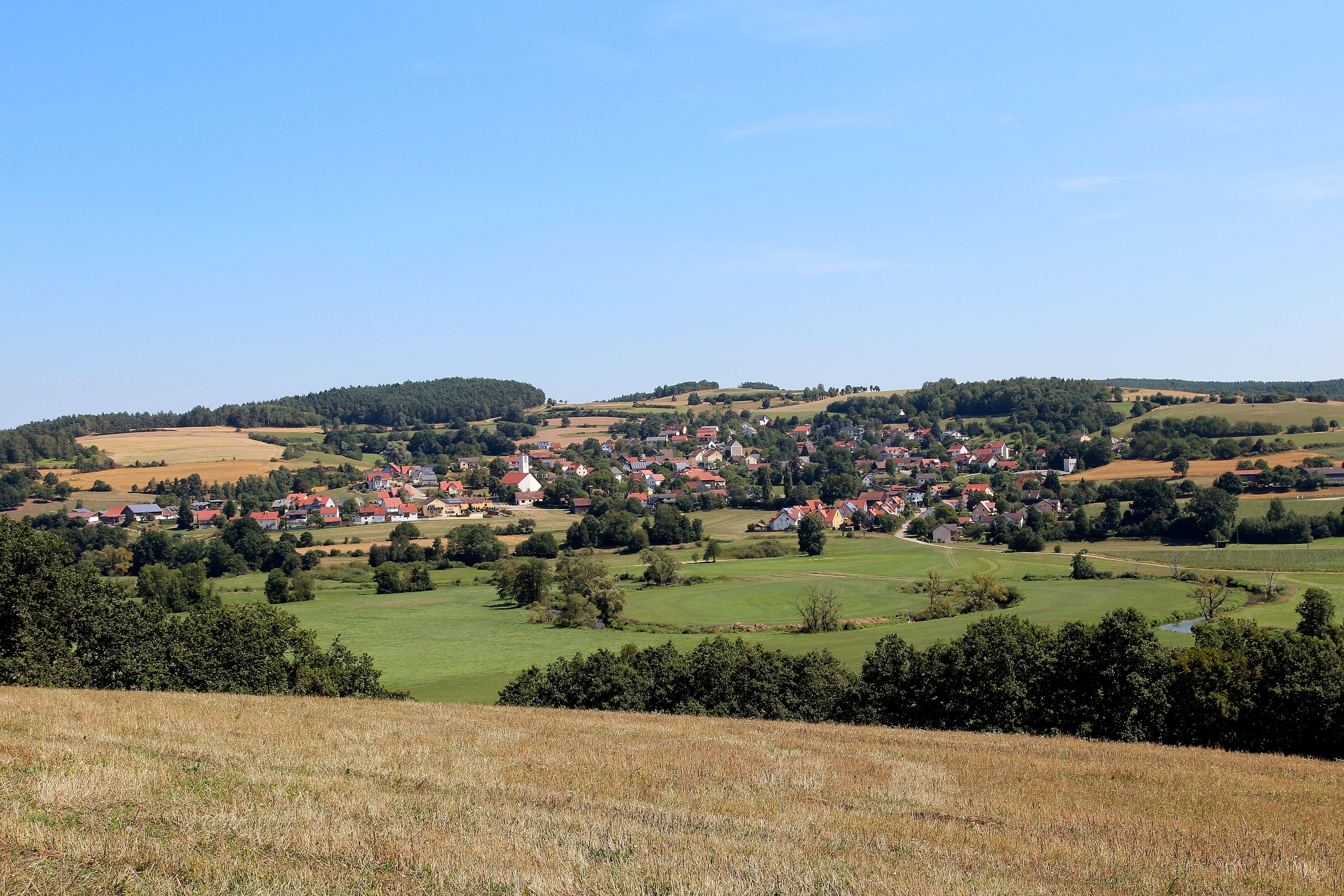
Altfalter (2013)
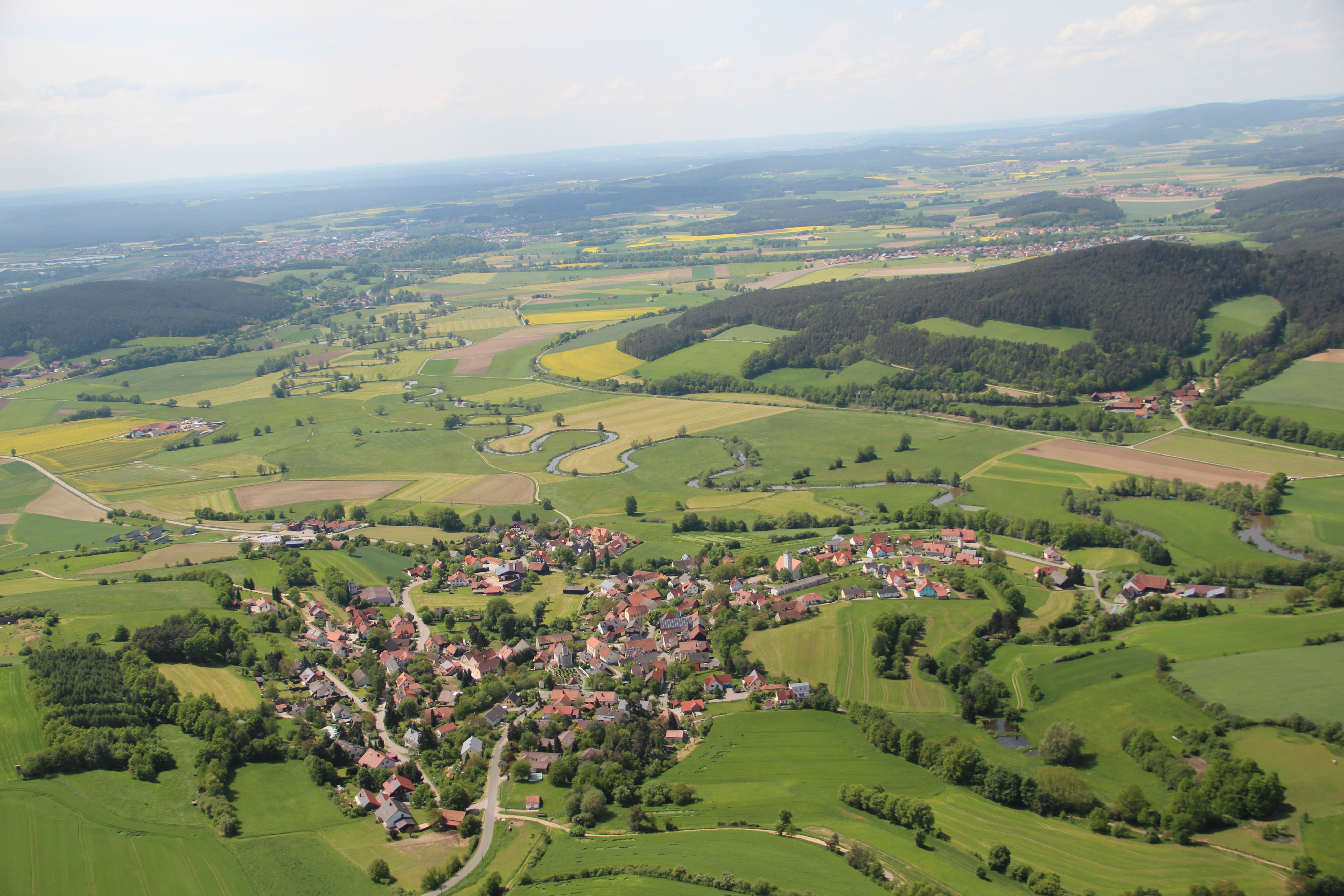
Altfalter, Blickrichtung Schwarzenfeld (2013)
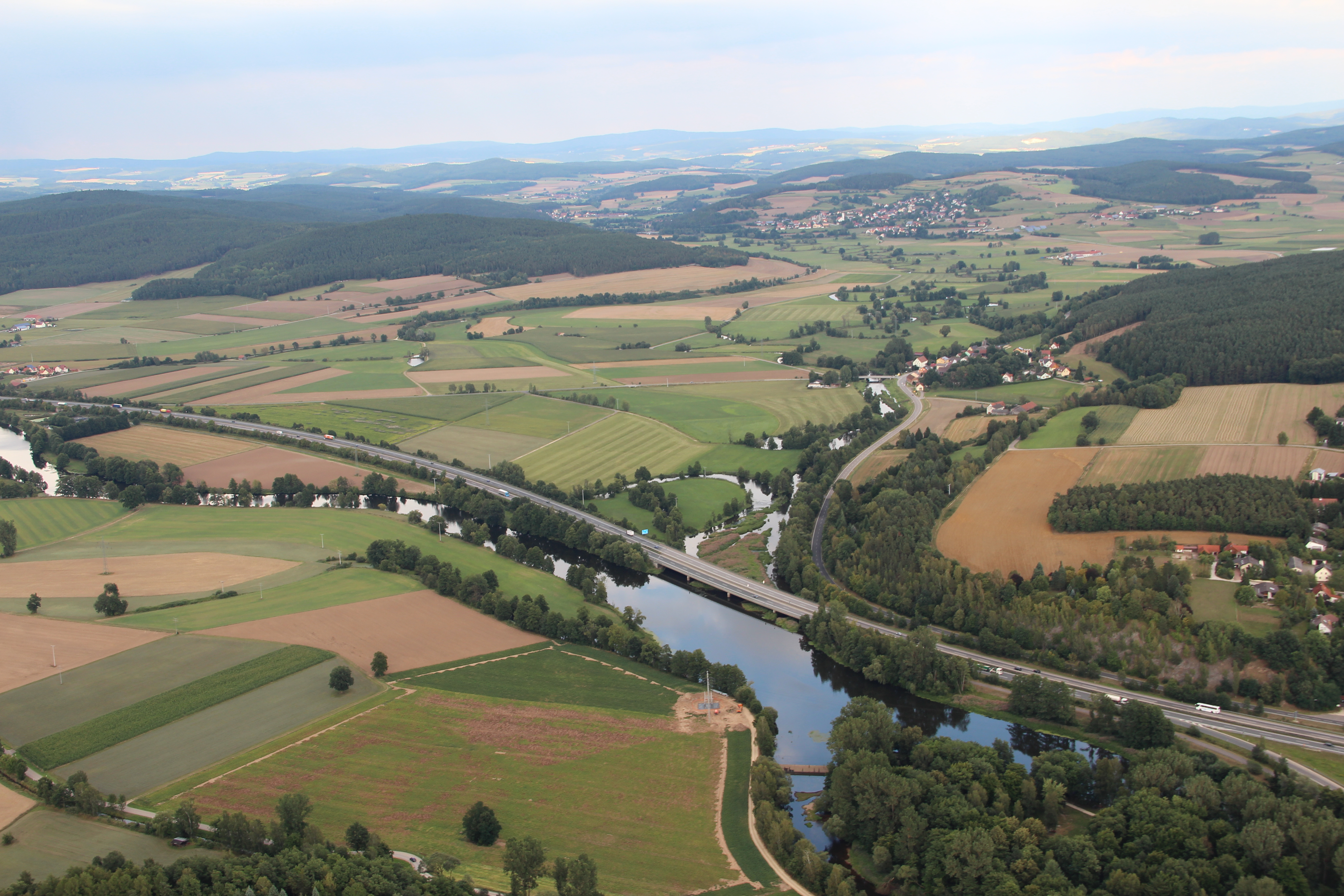
Blick von Schwarzenfeld nach Altfalter (2012)
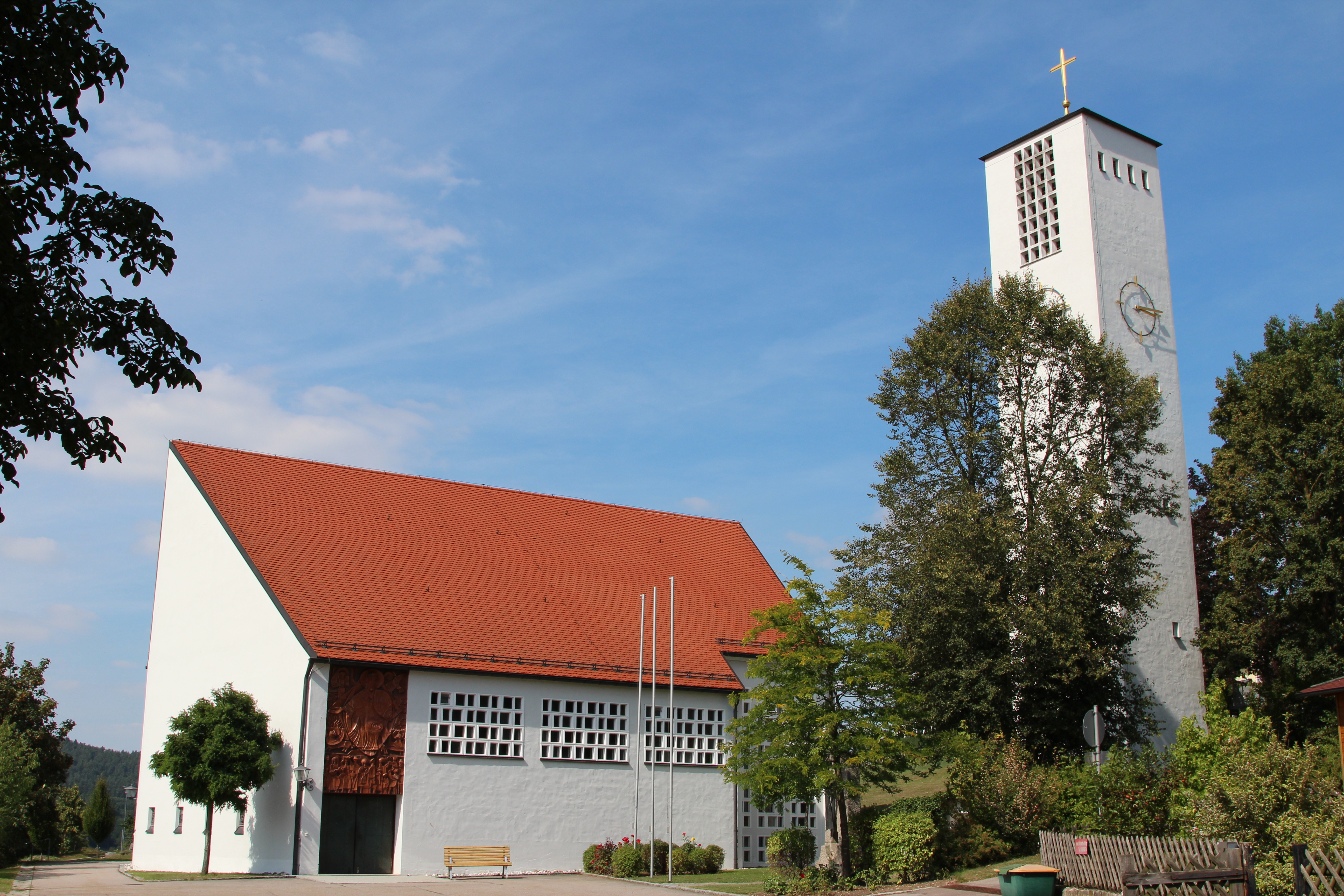
St. Josef
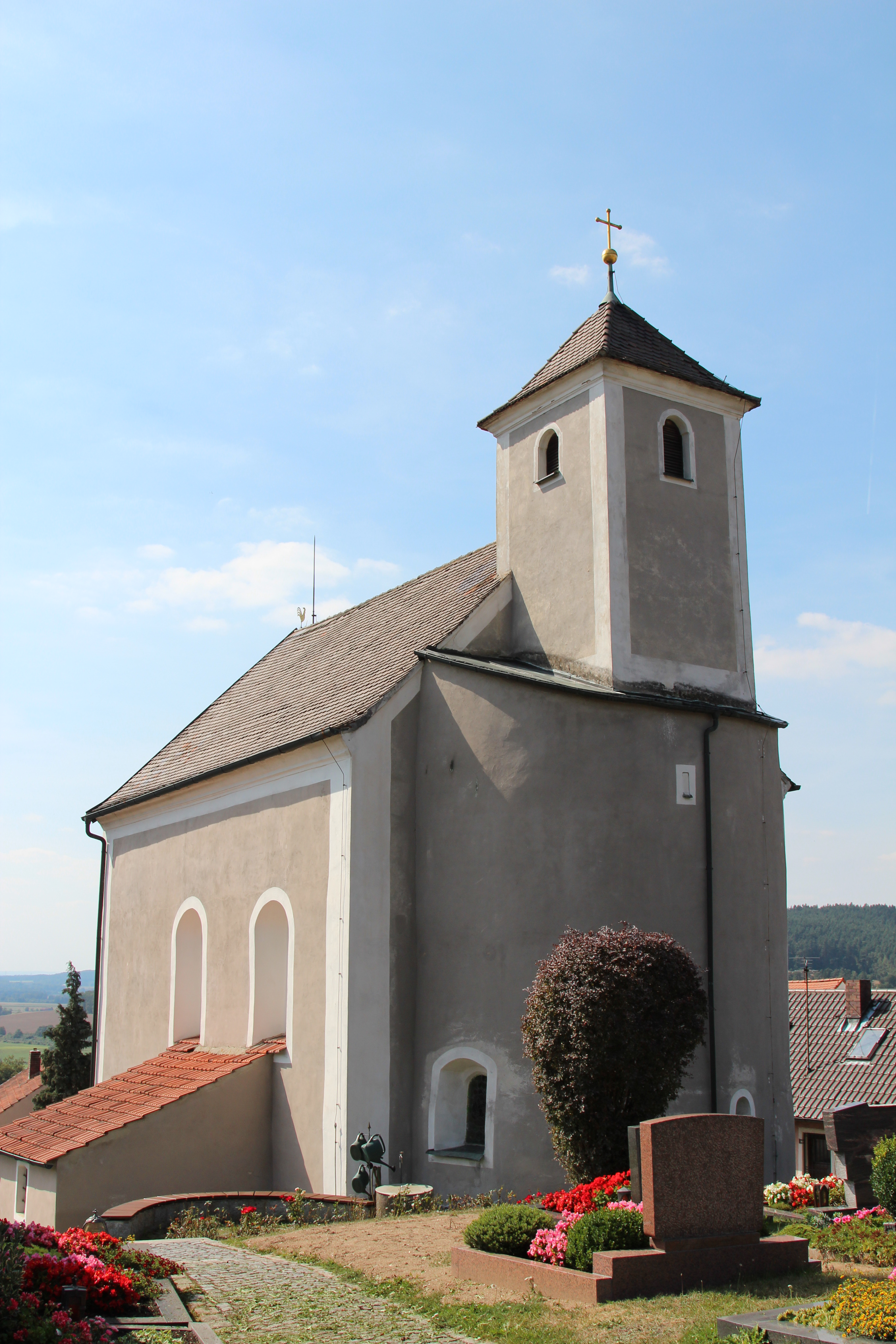
St. Bartholomäus
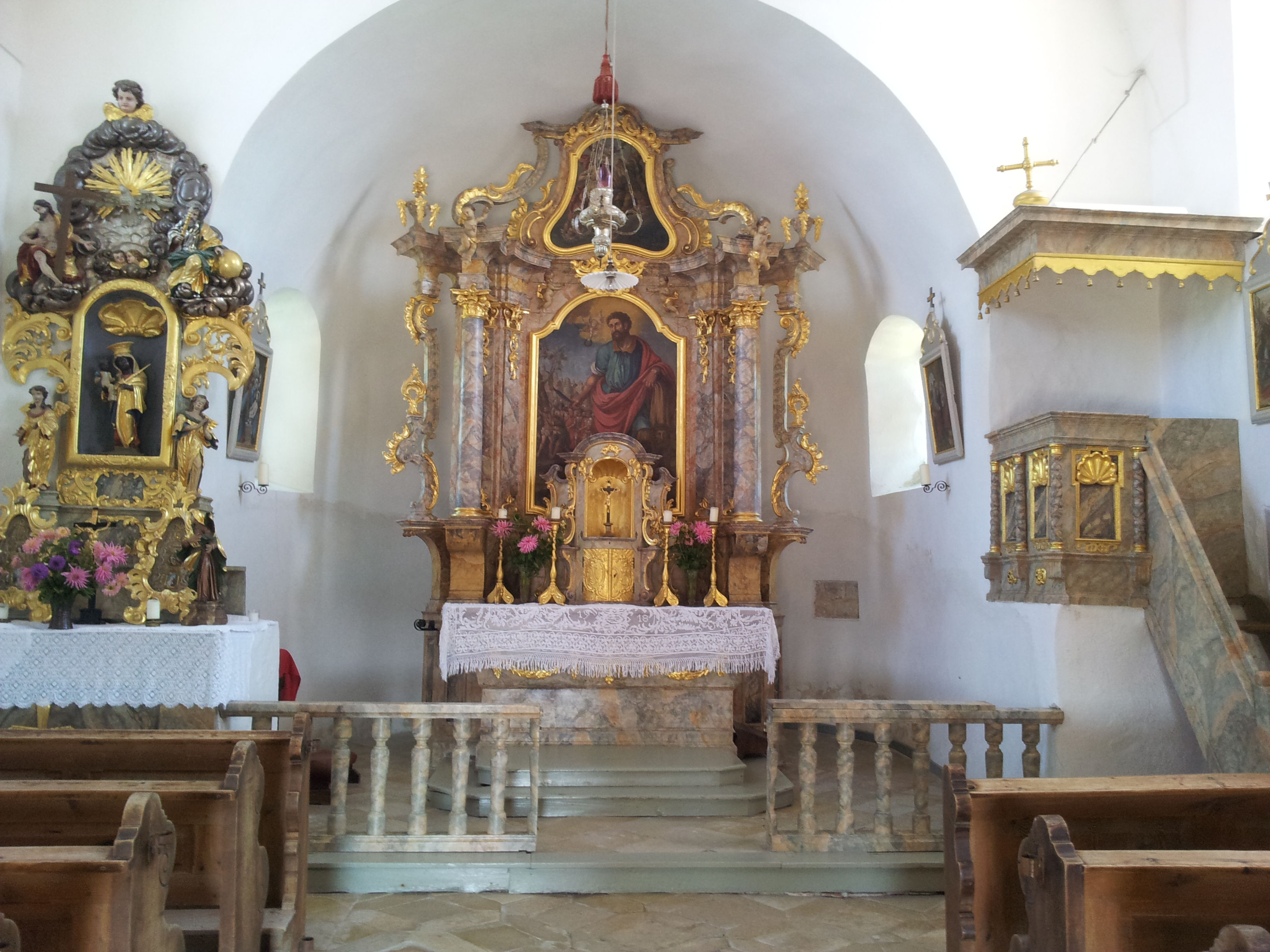
St. Bartholomäus
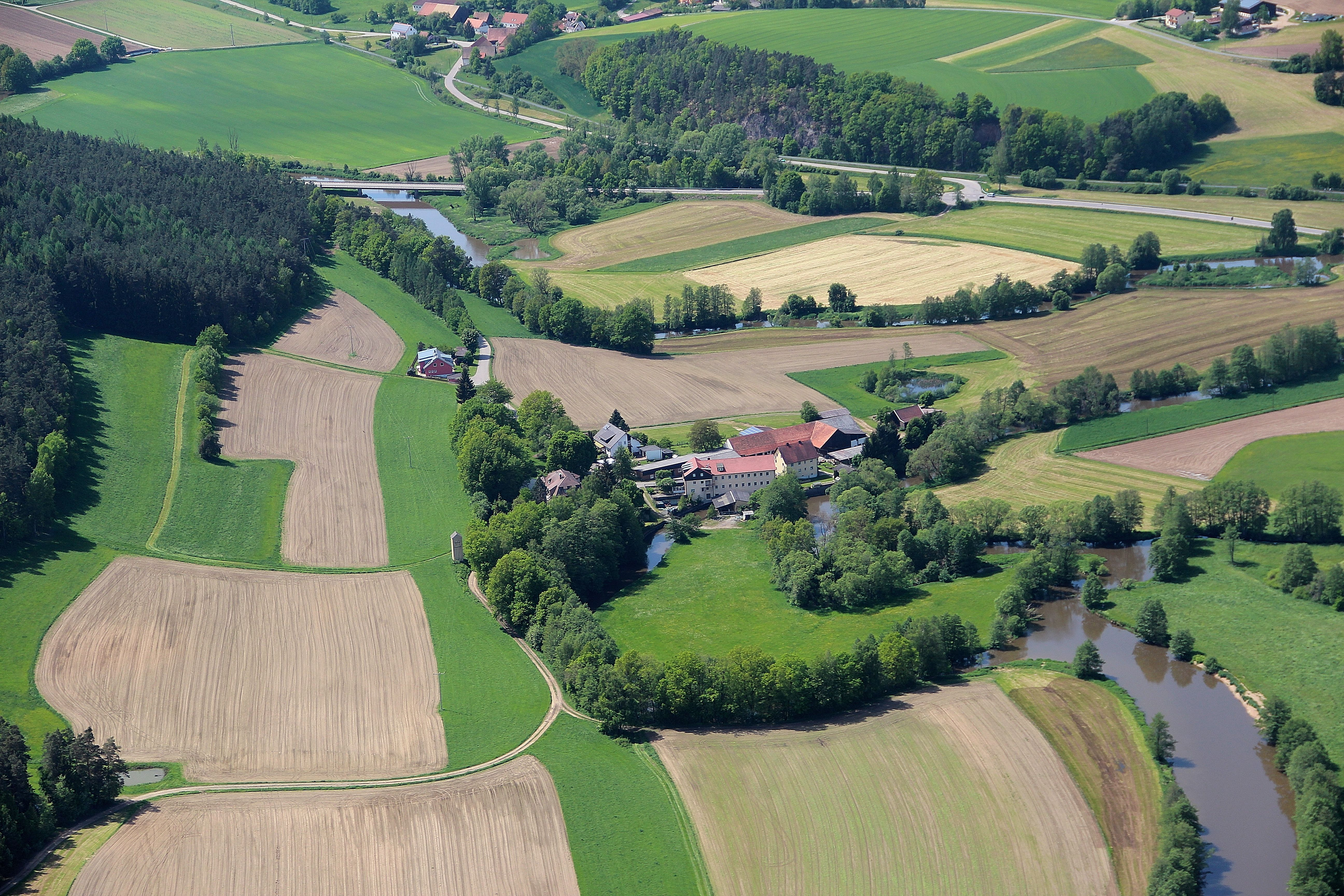
Furthmühle (2013)